# Плодопитомник (Тамбовская область)
Плодопитомник — посёлок в Инжавинском районе Тамбовской области России. 
Входит в Красивский сельсовет.

## География
Расположен на реке Балыклей (левом притоке Вороны), в 8 км к юго-востоку от райцентра, посёлка городского типа (рабочего посёлка) Инжавино, и в 94 км по прямой к юго-востоку от центра города Тамбова.
В 5 км к западу находится центр сельсовета, село Красивка.

## Население
| 2002 | 2010 |
| ---- | ---- |
| 279  | ↘272 |

Согласно результатам переписи 2002 года, в национальной структуре населения русские составляли 98 % от жителей.